# Heteromysis minuta
Heteromysis minuta är en kräftdjursart som beskrevs av O. Tattersall 1967. Heteromysis minuta ingår i släktet Heteromysis och familjen Mysidae. Inga underarter finns listade i Catalogue of Life.